# Nederlands kampioenschap dammen vrouwen 1995
Het Nederlands kampioenschap dammen voor vrouwen 1995 vond plaats in Rheden van 12 tot en met 21 juli 1995. Er werd 1 partij per dag gespeeld met een rustdag op 16 juli. Het toernooi werd gelijktijdig in dezelfde locatie gespeeld als het Nederlands kampioenschap schaken voor vrouwen.
Karen van Lith werd voor de tiende maal kampioen. Zij behaalde in het toernooi 12 punten uit 9 partijen en deelde daarmee de eerste plaats met Delia Verhoef en Erna Wanders. Deze drie speelsters speelden vervolgens een barrage die overtuigend door Karen van Lith werd gewonnen, met Delia Verhoef en Erna Wanders beiden op een gedeelde tweede plaats.

## Resultaten
| Nummer* |                       | 1 | 2 | 2 | 4 | 5 | 6 | 7 | 8 | 9 | 10 | Punten | Winst | Remise | Verlies | SB** | Barrage             |
| ------- | --------------------- | - | - | - | - | - | - | - | - | - | -- | ------ | ----- | ------ | ------- | ---- | ------------------- |
| 1       | Karen van Lith        |   | 2 | 1 | 1 | 1 | 1 | 1 | 2 | 1 | 2  | 12     | 3     | 6      | 0       | 100  | 1e plaats           |
| 2       | Delia Verhoef         | 0 |   | 0 | 1 | 2 | 1 | 2 | 2 | 2 | 2  | 12     | 5     | 2      | 2       | 88   | 2e plaats (gedeeld) |
| 2       | Erna Wanders          | 1 | 2 |   | 1 | 0 | 1 | 2 | 1 | 2 | 2  | 12     | 4     | 4      | 1       | 96   | 2e plaats {gedeeld) |
| 4       | Hester Poot-de Boer   | 1 | 1 | 1 |   | 1 | 1 | 2 | 1 | 1 | 2  | 11     | 2     | 7      | 0       | 89   |                     |
| 5       | Daniëlla de Vos       | 1 | 0 | 2 | 1 |   | 1 | 2 | 1 | 1 | 1  | 10     | 2     | 6      | 1       | 88   |                     |
| 6       | Iepie Poepjes-Koopman | 1 | 1 | 1 | 1 | 1 |   | 1 | 0 | 1 | 2  | 9      | 1     | 7      | 1       | 75   |                     |
| 7       | Barbara Graas         | 1 | 0 | 0 | 0 | 0 | 1 |   | 2 | 2 | 2  | 8      | 3     | 2      | 4       | 53   |                     |
| 8       | Jorien Alink          | 0 | 0 | 1 | 1 | 1 | 2 | 0 |   | 2 | 1  | 8      | 2     | 4      | 3       | 65   |                     |
| 9       | Jannet Andries        | 1 | 0 | 0 | 1 | 1 | 1 | 0 | 0 |   | 2  | 6      | 1     | 4      | 4       | 46   |                     |
| 10      | Marieke Quant         | 0 | 0 | 0 | 0 | 1 | 0 | 0 | 1 | 0 |    | 2      | 0     | 2      | 7       | 18   |                     |

* Bij een gelijk aantal punten in het eindklassement wordt als hoogste geklasseerd eerst degene met meer winstpartijen, en vervolgens degene met meer SB punten.  Voor de klassering van de eerste, tweede en derde plaats is een barrage gespeeld (in regulier tempo).

** SB staat voor Sonneborn-Berger punten, een vorm van weerstandspunten.

## Barrage voor de eerste plaats
- 5 augustus: Erna Wanders - Karen van Lith 0 - 2
- 12 augustus: Karen van Lith - Delia Verhoef 2 - 0
- 2 september: Delia Verhoef - Erna Wanders 1 - 1

Karen van Lith werd aldus eerste met 4 punten, Delia Verhoef en Erna Wanders behaalden beide 1 punt en deelden de tweede plaats.